# Sepakat (Lauser)
Sepakat is een bestuurslaag in het regentschap Aceh Tenggara van de provincie Atjeh, Indonesië. Sepakat telt 174 inwoners (volkstelling 2010).